# بکتاش‌خان میریمانیدزه
بکتاش‌خان که به بکتاش‌خان گرجی هم مشهور است (درگذشته ۱۶۳۹ میلادی)، بین سال‌های ۱۶۳۸–۱۶۳۱ میلادی و در حکومت شاه صفی (۱۶۴۲–۱۶۲۹)، حاکم (بیگلربیگ) صفویان در بغداد بود. اشتغال او در این منصب، با حمله امپراتوری عثمانی و سقوط بغداد (۱۶۳۸) که پایان‌بخش جنگ ایران و عثمانی (۱۶۳۹–۱۶۲۳) بود، تمام شد.

## زندگی
بکتاش از طایفه میریمانیدزه بود که اعضای آن، همراه با رشد و قدرت‌گرفتن شاه عباس بزرگ از نفوذ و قدرت زیادی برخوردار شدند؛ گرچه مناصب حساس را پیش‌تر در دست گرفته بودند. بکتاش‌خان، پس از مرگ دایی خود میرمان میریمانیدزه (صفی‌قلی‌خان) به جای او حاکم بغداد شد. پس از بازپس‌گیری بغداد در ۱۶۲۴، ایرانیان از آن در برابر حملات متعدد عثمانی‌ها، دفاع کردند و پیش از محاصره ۱۶۳۸ میلادی، بکتاش‌خان به تعمیر و تقویت استحکامات و دیوارهای قلعه شهر که در حمله‌ها و محاصره قبلی، آسیب دیده بودند، پرداخت تا دشمنان نتوانند از دیوارهای شهر، عبور کنند. در طول محاصره ۱۶۳۸ که منجر به سقوط بغداد شد، بکتاش‌خان مقاومت سرسختانه‌ای از خود نشان داد و شش هفته مانع ورود عثمانی‌ها به شهر شد. او یک سال پس از سقوط بغداد، در سال ۱۶۳۹ میلادی به دستور سلطان مراد چهارم در جلوی خیمهٔ وی اعدام شد.